# Caliban (nouvelle)
Pour les articles homonymes, voir Caliban.
Caliban (titre original : Caliban) est une nouvelle de science-fiction de Robert Silverberg publiée en 1972. 
La nouvelle tire son titre du personnage Caliban, d'une laideur repoussante, créé par William Shakespeare.
Elle a été proposée au prix Locus de la meilleure nouvelle courte 1973, sans remporter le prix.

## Publications
Entre 1972 et 2017, la nouvelle a été éditée à environ un peu plus d'une vingtaine de reprises dans des recueils de nouvelles de Robert Silverberg ou des anthologies de science-fiction.

### Publications aux États-Unis
La nouvelle est parue en 1972 dans Infinity Three 1973.
Elle a ensuite été régulièrement rééditée dans divers recueils de Robert Silverberg et diverses anthologies.

### Publications en France
La nouvelle est publiée en France en juin 1973 dans Fiction spécial no 22 : Nouveaux mondes de la science-fiction, éd. OPTA, traduction de Jacques Chambon.
Elle est ensuite parue en 2002 dans le recueil Les Jeux du Capricorne, avec une traduction de Jacques Chambon ; il y a eu une nouvelle édition en livre de poche chez J'ai lu en 2004. La nouvelle est donc l'une des 124 « meilleures nouvelles » de Silverberg sélectionnées pour l'ensemble de recueils Nouvelles au fil du temps, dont Les Jeux du Capricorne est le deuxième tome.

### Publications dans d'autres pays européens
La nouvelle a été publiée :
- en langue néerlandaise, en 1977, sous le titre Caliban[3] ;
- en langue allemande, en 1977, sous le titre Metamorphosen [4];
- en langue croate, en 1979, sous le titre Caliban [5].

## Résumé
Le narrateur, par suite d'événements dont le lecteur et le narrateur lui-même ne savent pas grand-chose, est le seul être sur Terre à ne pas avoir été modifié pour ressembler aux autres êtres humains. En effet, sur cette planète où le conformisme physique fait loi et où la beauté physique a été érigée en modèle social suprême, tous les citoyens se ressemblent les uns les autres (grands, musclés, peau abricot, blonds, yeux bleus, visages en ovale, etc), à l'exception du narrateur, d'une laideur repoussante (petit, voûté, visage dissymétrique, jambes arquées, torse velu, abominable cicatrice au ventre, etc). Néanmoins, les filles sont folles de lui et lui trouvent des charmes exotiques qu'elles ne trouvent pas chez leurs contemporains. Il a des relations sexuelles avec de nombreuses femmes. 
Au fil du temps le narrateur ne pense plus qu'à entrer dans la norme afin de ne plus être ce « monstre » qu'il déteste être. Il demande à un médecin de le transformer afin d'avoir un corps aussi beau et parfait que les gens qu’il côtoie. Le médecin procède à l'opération et le narrateur devient aussi beau que les autres personnes. Mais à la suite de sa transformation, les femmes se détournent de lui : à leurs yeux il est devenu quelconque, banal. 
Plus tard, il découvre avec stupéfaction que les gens font transformer leur physique pour ressembler à l'homme qu'il était avant sa propre transformation. D'abord il ne croise qu'une personne ayant son ancien physique, puis quelques-unes, puis des milliers. Au bout de quelques mois, la totalité des gens qu’il croise ont le corps qu'il avait auparavant. Ils sont tous laids et affreux. Et il reste le seul être humain à être beau et séduisant !